# 도리스 놀란

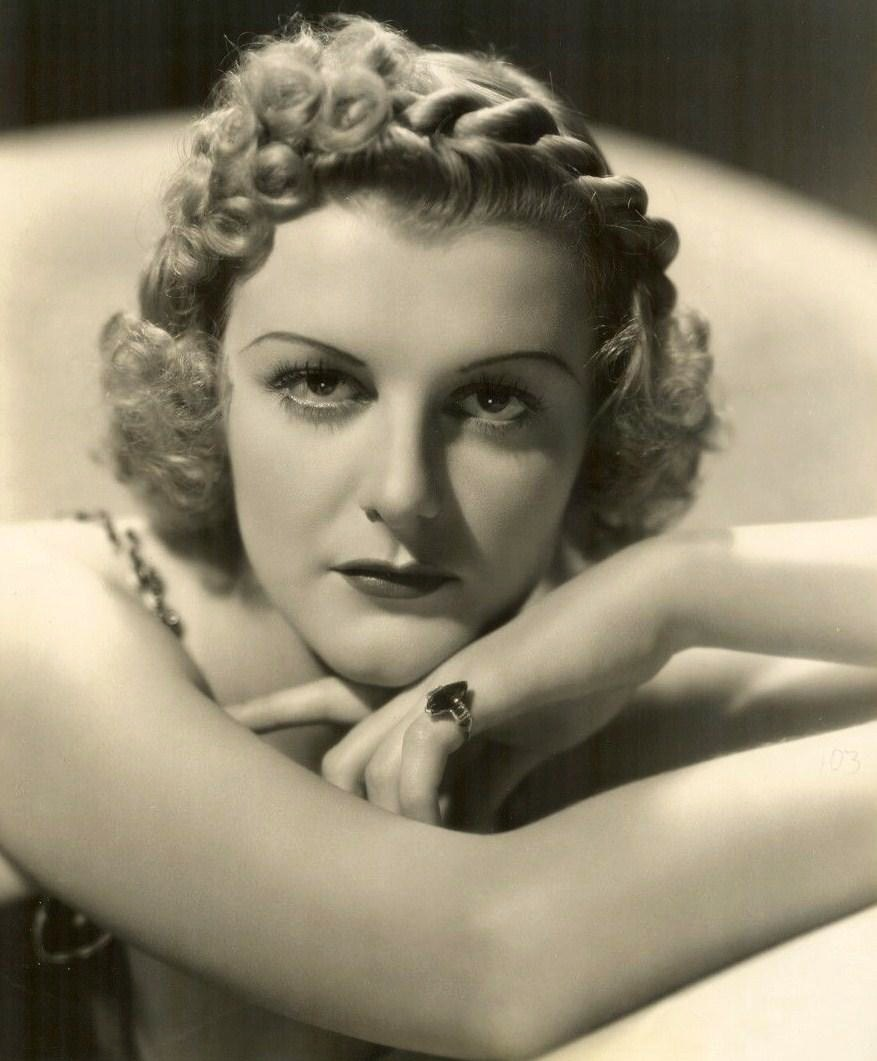

도리스 놀란(Doris Nolan, 1916년 7월 14일 ~ 1998년 7월 29일)은 미국의 배우, 연극 배우, 영화배우이다.
뉴로셸에서 태어났으며 베릭어폰트위드에서 사망하였다.

## 영화
- 행복한 방황 (1975년)
- 아이린 (1940년)
- 어떤 휴가 (1938년) - 줄리아 시튼 역
- 우리의 꼬마 소녀 (1935년)